# Yuremamina
La yuremamina è un composto fitochimico alcaloide che è stato isolato dalla corteccia della Mimosa tenuiflora nel 2005, proponendone la struttura riportata in figura 1. Nel 2015 è stata proposta una nuova struttura del composto (figura 2). Nella nuova formulazione la yuremamina è un indolo flavonoide.
La yuremamina è un composto incolore. Salificando il gruppo amminico con acido trifluoroacetico il colore diventa rosso porpora.
La yuremamina è probabilmente una delle sostanze psicoattive della bevanda yurema usata da alcuni indigeni nel nordest del Brasile.

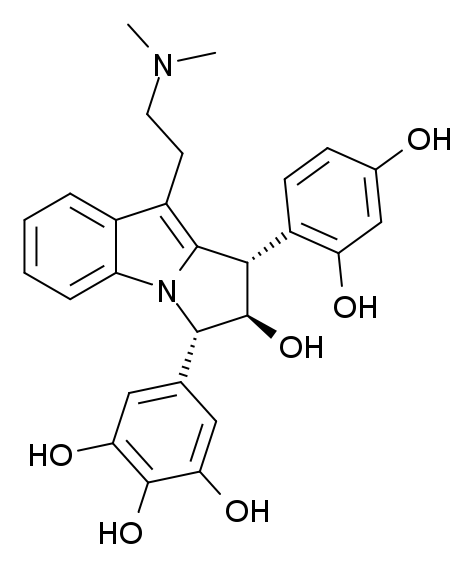
Figura 1 - Struttura proposta nel 2005
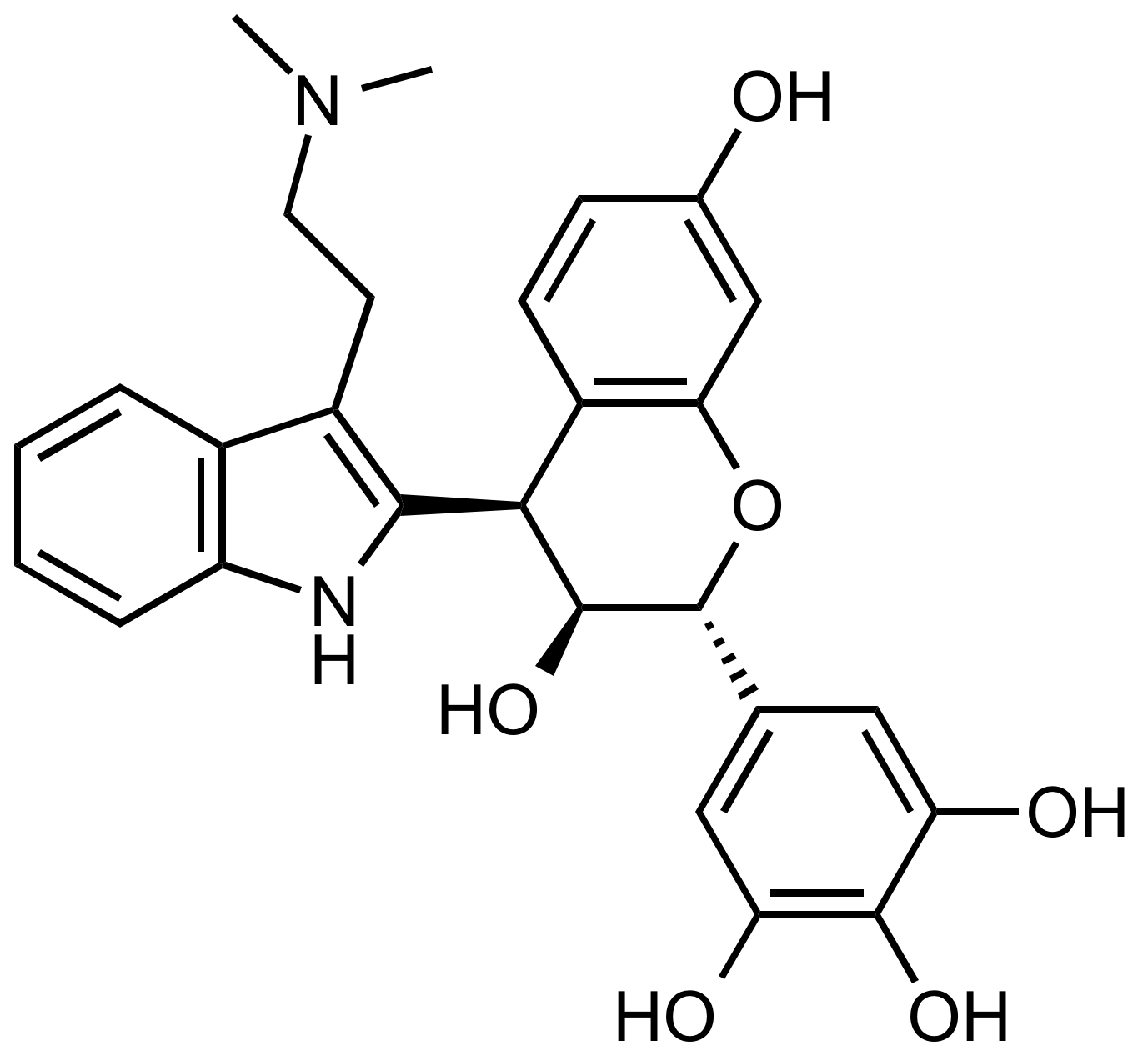
Figura 2 - Struttura proposta nel 2015